# Yello
Yello és un grup suís de música electrònica, format per Dieter Meier (cantant i lletrista) i Boris Blank (teclista, programador i compositor), en actiu des de finals de la dècada dels anys 70. Entre els seus temes més famosos s'hi troben "The Race" (homenatge a "Autobahn" dels Kraftwerk) i "Oh Yeah", utilitzat en diverses bandes sonores i en alguns capítols dels Simpsons.

## Biografia
Boris Blank i Dieter Meier es conegueren i formaren el grup el 1979, any en què publicaren el seu primer senzill, "I.T.Splash", publicat per una companyia autòctona. També aquest any Meier i Blank anaren a San Francisco per conèixer els responsables del segell discogràfic Ralph Records, que distribuïa material de grups com Tuxedomoon i The Residents. Després de diversos contactes, un responsable de la companyia viatjà a Zúric i els contractà.
En aquesta època Yello encara estava format únicament per Blank i Meier; però poc després d'aconseguir ser contractats per Ralph Records, Blank va conèixer l'argentí Carlos Perón; tots dos es trobaren per casualitat, enregistrant el so d'una premsa de desballestament de cotxes abandonats. Veient que compartien el gust per l'experimentació sonora, Blank va convidar Perón a formar part del grup, com a encarregat de les cintes i els efectes sonors.
El seu primer disc, Solid Pleasure, aparegué el 1980; es tracta d'un disc bastant divers quant a estil i influències, amb temes ballables, passatges tranquils i relaxants i fins i tot densos collages de soroll, tot combinat amb la veu (sovint manipulada) de Meier i les seves lletres iròniques. "Solid Pleasure" contenia el seu primer èxit, "Bostich". Un any després publicaren Claro que si, que continuava amb l'estil del primer àlbum, barrejant ritmes exòtics amb molta electrònica i fins i tot una cançó cantada en àrab.
You Gotta Say Yes To another Excess (1983) contenia els èxits internacionals "I love you" i "Lost again", que entraren a les llistes britàniques; pel que fa al seu so, Blank hi va fer ús de samplers com el Fairlight CMI, instrument amb el qual dotà a l'àlbum d'una paleta sonora més diversa. Aquest va ser l'últim disc del grup amb Carlos Perón, que poc després deixà els Yello per iniciar una carrera en solitari; Yello, doncs, tornava a ser un duet, format per Blank i Meier. En el disc següent (Stella, de 1985) Blank donà encara més importància al Fairlight i als ritmes ballables. "Stella" inclou un altre dels temes més coneguts de Yello, "Oh Yeah", que ha aparegut a les bandes sonores de diverses pel·lícules; una de les aparicions més famoses és com a complement sonor de les intervencions de Duffman, un personatge dels Simpsons. El 1986 aparegué el disc Yello 1980-1985: The New Mix in One Go, un àlbum de remescles que inclou els temes inèdits "Base for Alec" i "Tub Dub".
Per al seu disc de 1987 (One Second), Yello comptaren amb la col·laboració de diversos artistes, com Shirley Bassey (que cantà al tema "The Rhythm Divine") o Billy MacKenzie. El 1988 publicaren Flag, que contenia un altre dels seus grans èxits, "The Race". Tots aquests llançaments i els posteriors (Baby del 1991, Zebra del 1994 o la recopilació Essential Yello del 1992) tingueren una significativa influència en molts DJs i compositors de música electrònica, una nodrida representació dels quals es pot observar al disc de remescles Hands on Yello, del 1995, i que incloïa remescles de Moby i Carl Cox, entre d'altres.
El 1997 (coincidint amb el seu LP Pocket Universe) i el 2007 Yello posaren música a sengles anuncis de cotxes. El seu darrer treball de llarga durada és The eye (2003).

## Discografia
- 1979 – I T Splash
- 1980 – Solid Pleasure
- 1981 – Claro Que Si
- 1983 – You gotta say yes to another Excess
- 1985 – Stella
- 1986 – The new Mix in one Go
- 1987 – One Second
- 1988 – Flag
- 1991 – Baby
- 1992 – Essential Yello
- 1994 – Zebra
- 1995 – Essential Christmas
- 1995 – Hands on Yello
- 1995 – Hands On Yello – The Updates (2CDs)
- 1997 – Pocket Universe
- 1999 – Eccentrix Remixes
- 1999 – Motion Picture
- 2003 – The Eye
- 2005 – Yello Remaster Series (Box Set 6xCD)
- 2007 – Progress and Perfection (Audi A5 Soundtrack)